# Philippe Burty

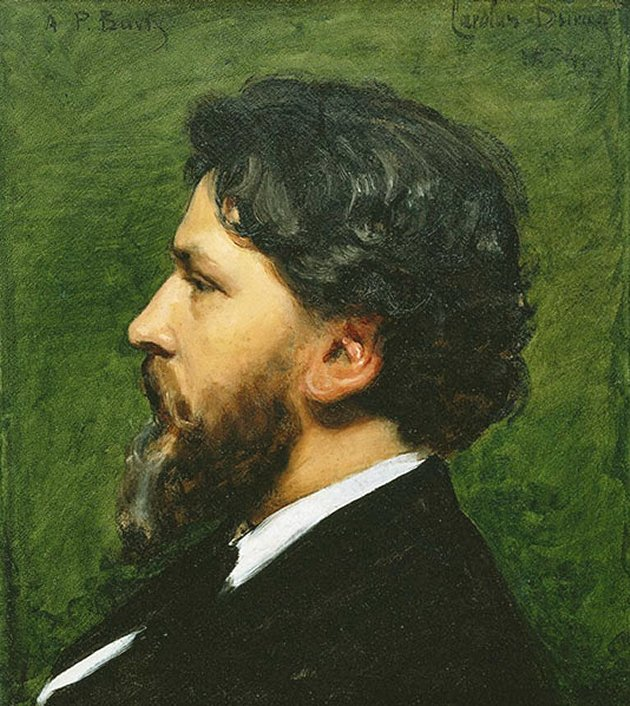
Émile Auguste Carolus-Duran: Portrait de Philippe Burty, 1874

Philippe Burty (* 1830 in Paris; † 1890 in Astaffort, Lot-et-Garonne) war ein französischer Kunstkritiker, Kunstsammler, Zeichner und Radierer. Er prägte den Begriff des Japonismus, setzte sich schon früh für die Kunstrichtung des Impressionismus ein und veröffentlichte den Briefwechsel von Eugène Delacroix.

## Leben und Wirken

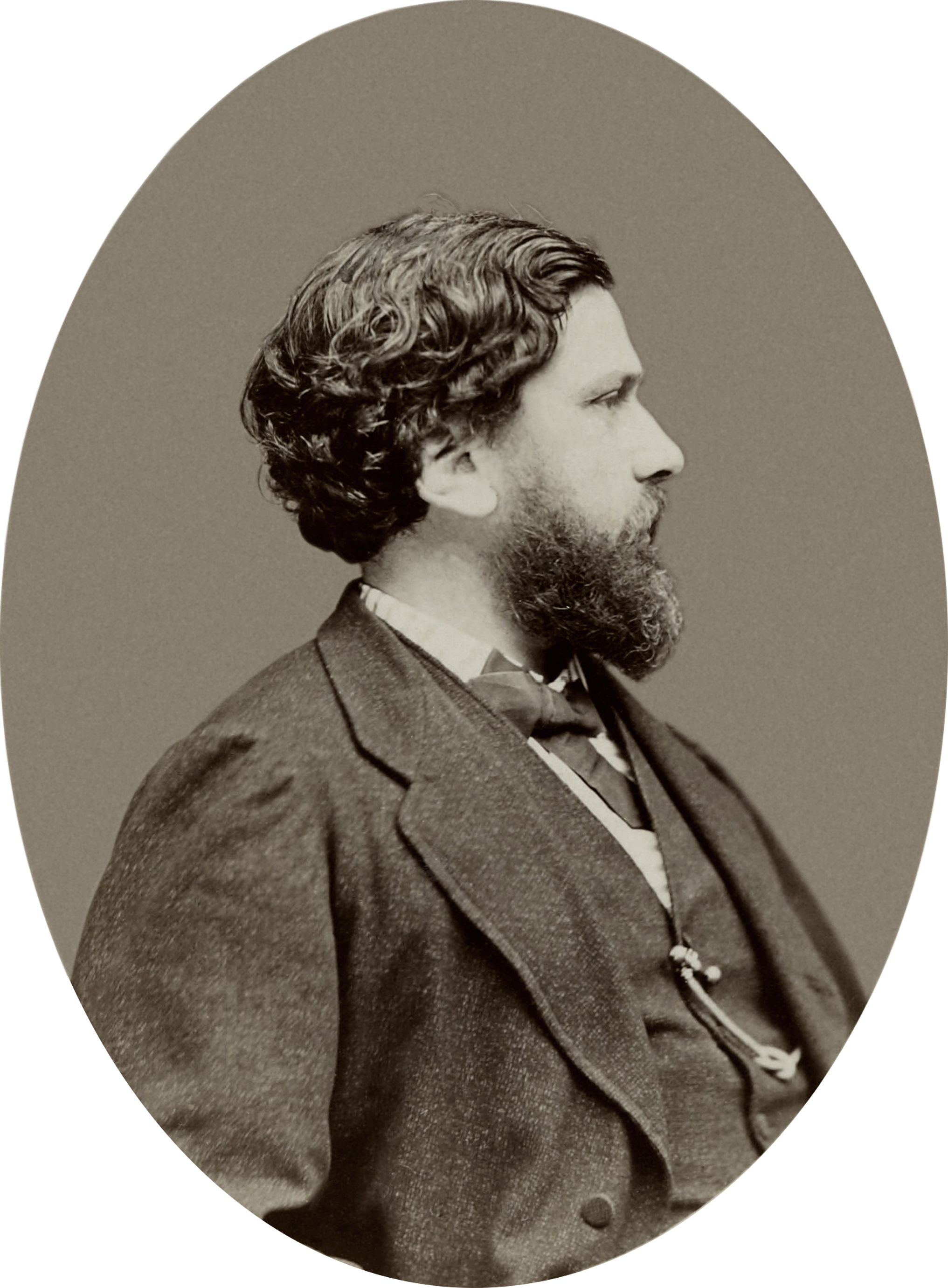
Fotografie Burtys von Étienne Carjat, 1873

Philippe Burty war ein progressiver Kunstkritiker der Kunstzeitschrift Gazette des Beaux-Arts seit ihrer Gründung im Jahr 1859. Er schrieb ebenfalls für La République Française und weitere Zeitschriften, die sich für die neuen Entwicklungen in der bildenden Kunst einsetzten. Während der 1850er Jahre widmete er sich der Unterstützung der zeitgenössischen Kunst der Radierung, während er im folgenden Jahrzehnt mehr über die dekorative und angewandte Kunst veröffentlichte. Diese Beschäftigung brachte ihn in Kontakt mit der Kunst des Orients, und er wurde in der Folge ein begeisterter Sammler japanischer Kunst. Der Begriff des Japonismus wurde von ihm im Jahr 1872 geprägt; er schrieb viele Artikel über die Zuwendung zur japanischen Kunst und Kultur in Frankreich. Ebenso war er ein früher Verteidiger der Impressionisten gegen die Angriffe der mehr konservativ eingestellten Zeitgenossen.
Burty schrieb Artikel über den französischen Maler Eugène Delacroix und veröffentlichte erstmals 1878 dessen Briefwechsel. Dieser wurde 1880 in zweiter Auflage revidiert und erweitert herausgegeben. Burty selbst war auch künstlerisch tätig. Er zeichnete kleine Skizzen von Landschaften mit Bleistift oder Kohle und schuf Radierungen.
Philippe Burtys Tochter Madeleine heiratete Charles Haviland, den Eigentümer von Haviland & Co., einer Porzellanmanufaktur in Limoges. Madeleine war die Mutter des Fotografen und Kunstkritikers Paul Burty Haviland und des Malers und Museumsgründers Frank Burty Haviland.

## Werk
- Lettres de Eugène Delacroix: 1815 à 1863 (1878). Erstausgabe 1878; Neuausgabe Kessinger Publishing, Whitefish (Montana) 2010, ISBN 978-1-160-18331-4